# Bob Mallard (périodique)
Pour les articles homonymes, voir Bob et Mallard.
Bob Mallard est une revue de petit format de l'éditeur Jeunesse et vacances qui a eu six numéros de mars 1977 à janvier 1978, au format 20 x 27 cm.
Il reprenait des récits de Bob Mallard (Jean Sanitas et André Chéret), A. Bâbord et Père O.K. (Eugène Gire), et Loup Noir (Jean Ollivier et Kline) publiés antérieurement.

## Les séries
- Bob Mallard (Jean Sanitas et André Chéret)
- A. Bâbord et Père O.K. (Eugène Gire)
- Loup Noir (Jean Ollivier et Kline).